# 향기로운 꽃은 늠름하게 핀다
《향기로운 꽃은 늠름하게 핀다》(일본어: 薫る花は凛と咲く 가오루 하나와 린토 사쿠[*])는 미카미 사카가 지은 일본의 만화다. 매거진 포켓(코단샤)에서 2021년 10월 21일부터 연재 중이다.

## 줄거리
본성은 상냥하지만 강인하고 키가 큰 주인공 츠무기 린타로는 바보들이 모이는 밑바닥 남학교인 치도리 고등학교에 다니는 고등학교 2학년. 그런 치도리 고등학교 옆에는 유서 깊은 아가씨 학교인 키쿄 여자 고등학교가 있는데, 그곳에 다니는 와구리 카오루코. 그런 린타로와 카오루코의 만남이나 연애, 친구들과의 학원생활을 그린다.

## 등장인물
성우는 별도의 표기가 없으면 텔레비전 애니메이션판의 성우다.

### 주요 인물
츠무기 린타로(紬 凛太郎)
성우 - 나카야마 요시노리/우치다 유마(보이스 코믹)
츠무기 가의 차남으로, 본작의 주인공. 생일은 1월 28일로, 치도리 고등학교의 1학년 2반→2학년 1반→3학년 1반에 소속한다. 금발에 피어싱의 큰 키(설정은 190cm), 강면이라고 하는 전형적인 불량의 풍모 때문에 불청객이 들르기 쉽고, 상대로부터도 꺼리기 쉽지만, 실제로는 상냥한 성격의 좋은 청년이다. 공부에 서툴러서, 시험에서는 쇼헤이와 같이 빨간 점을 잘 찍게 된다. 가끔 집 1층에 있는 케이크 가게 'Patisserie Plain'의 가게지기를 맡을 때가 있다.
초등학생 때는 친구가 없고, 풍모가 원인이 되어 친정 케이크 가게가 어울리지 않는 취지의 뒷담화를 당하고, 매사 쉽게 포기하고 자기 평가가 낮은 벽이 있는 인물이 된다. 중1 때에는 보다 못한 쿄코에 이끌려 방문한 케이크점 'Patisserie Noisette'의 점주를 동경해, 금발과 피어싱의 외모가 된다. 초등학교 때부터 아는 사람은 '갑자기 금발이 되었다'라고 공언하고 있어, 당시부터 누군가와 이야기하고 있는 모습이 없을 정도로 가까워지지 않았다.
와구리 카오루코(和栗 薫子)
성우 - 이노우에 호노카/와키 아즈미(보이스 코믹)
와구리 가의 장녀로, 본작의 히로인. 생일은 7월 22일이며, 키쿄 여자 고등학교 1학년 A반→2학년 A반→3학년 A반에 소속된다. 린타로가 중학생으로 착각할 정도로 작은 사이즈(설정은 148cm)로, 평상시는 느슨한 웨이브의 장발에 머리띠를 착용한 모습이 많아, 외출시는 땋은 머리로 하는(희귀하게 멋내기 안경을 쓴다)도 있다. 어린 시절에는 짧은 머리였고 중학교 때는 양갈래 머리를 했다. 좋아하는 케이크비를 벌기 위해서 아르바이트를 하고 있다. 식사를 맛있게 먹고 공포영화 등 무서운 것을 잘 못 먹는다.
매사에 올곧고 웃음을 잃지 않는 천진난만한 성격으로 고민을 안고 힘들어하는 친구를 잘 살려준다. 사람에 대해 벽이 없고, 린타로의 풍모나 지도리임을 조금도 신경쓰지 않는 희귀한 인물이다. 한편으로 자신에게 힘든 일이 있어도 억지로 아무렇지도 않은 표정을 짓거나 조금도 약한 소리를 내지 않고 껴안는 일이 있다.
우사미 쇼헤이(宇佐美 翔平)
성우 - 토야 키쿠노스케
우사미 가의 장남으로, 치도리 고등학교에서는 1학년 1반→2학년 1반→3학년 1반에 소속한다. 붉은 머리색이 특징으로, 가쿠란 밑에 산부키색 후드티를 잘 입는다. 통신 앱의 그룹명을 마음대로 '빨간 점 회피'로 할 정도로 공부가 서투르고(빨간 점을 뽑은 적이 없는 삭의 불만의 하나), 졸기도 자주 있다. 여친을 원하고 여성에게 해를 가하는 것은 인정하지 않는다. 숨김이 서투르기 때문에 생각한 것이 입 밖으로 나오기 쉽고, 눈치가 없는 곳이 많지만 친구를 생각하며 교우관계가 넓고, 사람과 사람을 연결하는 분위기 메이커와 같은 존재로, 린타로와는 고1의 보충수업으로부터 친해진다. 집안에서는 하늘과 춤을 돌보느라 바쁘지만 돌보기는 좋다.
요리타 아야토(依田 絢斗)
성우 - 이시바시 히이로
요다 가의 사남(막내)로, 치도리 고등학교에서는 고1부터 쇼헤이의 반 친구가 되고 있다. 단발머리와 덥수룩한 털이 특징이며 음치이다. 평화주의자로 싸움을 좋아하지 않지만 팔뚝은 이상하게 강하고, 무의미하게 누군가 일방적으로 상처받는 것을 용납할 수 없다. 사람들에게 잘 어울리고, 도라지 여자를 연기하고 싶어하지 않는다. 가끔 왠지 무서운 얼굴이나 엄마 같은 면모도 보인다. 어린 시절에는 공룡을 키우는 것이 꿈이었다.
나츠사와 사쿠(夏沢 朔)
성우 - 우치야마 코우키
나츠자와 가의 장남으로, 치도리 고등학교에서는 고1부터 린타로의 반 친구가 되어 있다. 누나와 여동생이 있다. 생일은 8월 21일이며, 머리가 길고 오른쪽 눈이 자주 가려져 있어 여성들에게 미남으로 보일 때가 있다. 도넛을 좋아하고 소설을 자주 읽는다. 과거에는 진학교인 코테마리 고등학교를 지망하고 있어 학력과 성적은 키쿄 여자 고등학교의 참고서를 어렵지 않게 풀 정도로 우수하다. 쿨한 성격이며 지기 싫어하지만, 말주변이 없어서인지 솔직해지지 못하는 경우가 많다.
호시나 스바루(保科 昴)
성우 - 야마네 아야
카오루코의 소꿉친구이자 키쿄 여자 고등학교의 클래스메이트로, 생일은 11월 19일이다. 평소에는 긴 은발과 올림기운이 있는 포니테일로 앞머리는 오른쪽 눈을 가리도록 늘어뜨린다. 드물게 머리를 반스 클립으로 고정하는 것이나, 일절 묶지 않는 스트레이트인 경우도 있다. 고교생으로 보이지 않는 용모 단아함과 장신(설정은 172cm)으로 눈에 띄기 때문에 밖에서는 생면부지의 인물이 말을 걸 가능성이 높다. 카페를 잘 알고 커피를 즐겨 마신다. 쇼헤이가 무심코 「음치」라고 파고들 정도로 운동이나 기계의 조작이 서툴러, 통신 앱은 메세지보다 통화가 많다. 더위를 많이 타서 녹초가 된다. 처음 만나는 사람을 만났을 때 등 긴장으로 자주 떨고 있다. 중학교 시절부터 학교 문제에 강한 변호사가 되기 위해 T대학 진학을 목표로 한다.

### 주요 인물의 관계자

#### 츠무기 가
츠무기 케이이치로(紬 圭一郎)
린타로와 소타로의 아버지로, 자택의 1층에 있는 케이크점 'Patisserie Plain'의 점주이다.
자신의 케이크로 상대방의 기뻐하는 얼굴을 보는 것을 중요하게 생각하기 때문에 일을 그만두려고 생각해 본 적이 없다. 그러나 주방에 틀어박힐 정도로 골몰하다 보니 평소 피로에 찌들어 집의 2층 소파까지 아깝게 도착하지 않고 계단에 드러눕기도 한다.
츠무기 쿄코(紬 杏子)
린타로와 소타로의 어머니. 인심이 좋고 눈치가 빠르다. 평소 머리를 하나 묶고 있어 남편 케이이치로를 '케이 짱'이라고 부르는 일이 있다. 바쁠 때 린타로를 케이크 가게를 도우러 뛰쳐나오는 일이 있다.
당초는 머리를 염색하지 않았지만, 일을 포기하기 쉬운 린타로가 중학생 때 금발과 피어싱의 모습이 되고 싶다는 것을 표명했기 때문에, 안심시키기 위해서 솔선수범해 염색한다.
츠무기 소타로(紬 颯太郎)
츠무가 가의 장남으로, 린타로보다 3살 연상이다. 그가 초등학생 때의 몇 안 되는 놀이 상대이며, 캐치볼이나 게임의 상대가 되고 있다. 생일은 12월 26일로, 케이이치로처럼 왠지 자택의 계단에서 몸져 눕는 일이 있다. 좋아하는 일에 일직선이어서 고등학생까지는 지각이 많았다. 미용사가 되어, 금발의 린타로가 장발기운이 있었을 때는 단발로 해 마음에 든다.

#### 와구리 가
와구리 요스케(和栗 遥介)
카오루코와 코스케의 아버지로 네모난 안경을 쓴다. 평소 일 때문에 밤에 귀가가 늦다. 린타로와는, 후에코가 쓰러졌을 때의 병문안으로 첫만남이 된다.
와구리 후에코(和栗 楓子)
카오루코와 코스케의 어머니. 젊었을 때는 긴 머리로, 그 후는 쇼트 보브로 하고 있다.
와구리 코스케(和栗 洸介)
카오루코의 남동생으로, 호기심이 왕성한 성격이다. 어릴 때부터 카오루코와 과자의 거래가 있었을 때의 절망적인 얼굴이나, 무슨 일이 있었을 때 아무렇지도 않은 척 한 무서운 얼굴을 안다.

### 키쿄 여자 고등학교
사와타리 아유미(沢渡 亜由美)
긴 생머리와 속쌍꺼풀이 특징. 애칭은 '아유'이고, 마도카에 대해서는 중학교때부터 알게된다. 카오루코와 스바루에게는 자주 공부를 가르쳐주는 관계로, 고1에서는 특대생으로서 들뜬 인상이 있던 카오루코와 친해지자고 스스로 말을 걸었다. 고2 여름방학은 과외를 받는다.
유즈하라 마도카(柚原 まどか)
검은 뿔테의 네모난 안경과 두 개로 나눈 땋은 머리가 특징이며 외출 시에는 둥근 안경을 쓰기도 한다. 사교적이고 호기심이 왕성한 밝은 성격으로 도라지 여자의 분위기 메이커이다. 발이 빠르고 공원 놀이기구나 오락실에서 노는 것을 좋아한다. 카오루코나 스바루와 자주 공부하는 사이이지만, 어려운 것을 생각하는 것이 서툴고, 시험전에 공부하지 않고 게임을 하는 면도 있기 때문에, 학내에서 성적이 나쁜(특히 고전이 서툴다) 것을 자각하고 있다. 연애 이야기 흥미진진하고 매번 목소리가 커서 사쿠가 "쇼헤이가 둘이 된 것 같다"고 말해버릴 정도로 학교 내에서는 '커뮤력의 괴물'이라고도 불린다.
미나모토 치사(源 千紗)
숏단발이 특징. 치도리의 학생을 '장래의 일을 생각하고 있지 않다'라고 생각해 싸늘하지만, 테마파크에 간 적이 없는(설정에서는 그 후에 갔다) 때문인지, 게임 센터에 집단으로 출입하는 모습을 목격하고 어딘가 즐거운 듯이 느낀다. 고2의 여름방학은 가정교사를 붙여, 거의 매일 공부만 하게 된다.
아사쿠라 스즈카(浅倉 すずか)
양갈래 머리가 특징. 물떼새 학생에 대해서는 '머리를 염색하고 있는 사람이 많다'라는 인상을 가진다. 교문에서 린타로를 기다리고 있는 카오루코를 아유미와 함께 다시 데려오고 있어 쇼헤이의 손을 진심으로 뿌리치고 있었다.

## 서지 정보
- 미카미 사카 《향기로운 꽃은 늠름하게 핀다》 코단샤 〈코단샤 코믹스〉, 기간 17권(2025년 6월 9일 현재)
  1. 2022년 3월 9일 발매[1], ISBN 978-4-06-526609-0
  2. 2022년 5월 9일 발매[2], ISBN 978-4-06-527851-2
  3. 2022년 7월 8일 발매[3], ISBN 978-4-06-528386-8
  4. 2022년 9월 9일 발매[4], ISBN 978-4-06-529144-3
  5. 2022년 11월 9일 발매[5], ISBN 978-4-06-529641-7
  6. 2023년 1월 6일 발매[6], ISBN 978-4-06-530334-4
  7. 2023년 3월 9일 발매[7], ISBN 978-4-06-530959-9
  8. 2023년 5월 9일 발매[8], ISBN 978-4-06-531601-6
  9. 2023년 8월 8일 발매[9], ISBN 978-4-06-532607-7
  10. 2023년 11월 9일 발매[10], ISBN 978-4-06-533508-6
  11. 2024년 1월 9일 발매[11], ISBN 978-4-06-534168-1
  12. 2024년 4월 9일 발매[12], ISBN 978-4-06-535156-7
  13. 2024년 7월 9일 발매[13], ISBN 978-4-06-536120-7
  14. 2024년 10월 8일 발매[14], ISBN 978-4-06-537044-5
  15. 2025년 1월 8일 발매[15], ISBN 978-4-06-538053-6
  16. 2025년 4월 9일 발매[16], ISBN 978-4-06-539040-5
  17. 2025년 6월 9일 발매[17], ISBN 978-4-06-539745-9

## TV 애니메이션
2025년 7월부터 TOKYO MX 등에서 방송 중이다.

### 스태프
- 원작 - 미카미 사카
- 감독 - 쿠로키 미유키
- 준감독 - 야마구치 사토시
- 시리즈 연출 - 츠즈키 하루카
- 시리즈 구성 - 야마자키 리노
- 캐릭터 디자인·총작화 감독 - 토쿠오카 코헤이
- 서브 캐릭터 디자인·의상 디자인 - 우메시타 마나미
- 케이크 디자인 - 타무라 야스호
- 프롭 디자인 - 요시다 유코
- 미술 감독 - 코키 아스카
- 미술 설정 - 시오자와 요시노리
- 색채 설계 - 요코타 아스카
- 촬영 감독 - 나가세 유키코
- 3D 감독 - 와타나베 케이타
- 편집 - 니이 카즈히로
- 음향 감독 - 하마노 타카토시
- 음향 제작 - 매직 캡슐
- 음악 - 하라다 모에키
- 음악 제작 - 애니플렉스
- 치프 프로듀서 - 아소 쿄코, 후쿠시마 유이
- 프로듀서 - 호리 쇼코, 야마토 마사에, 나가미네 리에코, 오오와다 토모유키, 오가사와라 유키, 타나카 켄고
- 애니메이션 프로듀서 - 츠지 토시카즈
- 애니메이션 제작 - CloverWorks
- 제작 - 향기로운 꽃은 늠름하게 핀다 제작위원회(애니플렉스, 코단샤, TOKYO MX, CloverWorks, BS11, 무빅, 마루이 그룹)

### 주제가
まなざしは光
키타니 타츠야에 의한 오프닝 테마. 작사·작곡·편곡은 키타니 타츠야.
ハレの日に
우시오 레이라에 의한 엔딩 테마. 작사·작곡은 우시오 레이라, 편곡은 카미구치 코헤이.

### 에피소드 목록
| 화수  | 제목                           | 각본          | 그림 콘티     | 연출          | 작화 감독                       | 총작화 감독     | 방송일         |
| ----- | ------------------------------ | ------------- | ------------- | ------------- | ------------------------------- | --------------- | -------------- |
| 제1화 | 凛太郎と薫子 린타로와 카오루코 | 야마자키 리노 | 쿠로키 미유키 | 쿠로키 미유키 | 토쿠오카 코헤이 우메시타 마나미 | 토쿠오카 코헤이 | 2025년 7월 6일 |